# Florentina Villalobos Chaparro
Florentina Villalobos Chaparro (Parral, Chihuahua; 27 de abril de 1931 — Chihuahua, Chihuahua; 10 de agosto de 2022) fue una periodista y política mexicana que se desempeñó como diputada federal en dos ocasiones. Sobresale por haber sido la primera mujer legisladora de oposición en el país. También presentó una iniciativa que fue aprobada para que las mujeres pudieran ser notarias públicas.

## Biografía
Florentina nació en Parral, Chihuahua el 27 de abril de 1931. Estudió periodismo en la Escuela de Periodismo Carlos Septién García siendo posteriormente profesora normalista y ejerciendo su profesión escribiendo para diversos medios así como impartiendo conferencias y talleres a lo largo de la república mexicana.
En 1956, Florentina se afilió al Partido Acción Nacional, en donde destacó al ser miembro del Comité Ejecutivo Nacional en tres ocasiones, así como ser consejera nacional en varias más así como Secretaria Nacional de Promoción Femenina en dos ocasiones (1966-1968 y 1978-1981), presidenta del Comité Directivo Estatal de Chihuahua entre 1972 y 1975 y consejera vitalicia desde 2001.
En 1964 fue elegida diputada federal por el Distrito 2 de Chihuahua, para la XLVI Legislatura siendo así la primera diputada de oposición en la historia de México. En 1976 fue candidata a Senadora por Jalisco en segunda fórmula junto a José de Jesús Sánchez Ochoa. En 1982 fue candidata a diputada federal por el Distrito 8 de Jalisco, resultando vencida ante el candidato del Partido Revolucionario Institucional, Segio Beas Pérez pero siendo elegida por la vía plurinominal para la LII Legislatura, cargo ejercido hasta 1985.
Villalobos falleció el 10 de agosto de 2022.